# Chi'Jtontik
Chi'Jtontik är en ort i Mexiko.   Den ligger i kommunen Chilón och delstaten Chiapas, i den sydöstra delen av landet, 800 km öster om huvudstaden Mexico City. Chi'Jtontik ligger 923 meter över havet och antalet invånare är 220.
Terrängen runt Chi'Jtontik är kuperad. Runt Chi'Jtontik är det glesbefolkat, med 16 invånare per kvadratkilometer. Närmaste större samhälle är Ocosingo, 19,4 km sydost om Chi'Jtontik. I omgivningarna runt Chi'Jtontik växer i huvudsak städsegrön lövskog.